# Symposium de chants populaire
Pour plus de détails, voir Fiche technique et Distribution.
Symposium de chants populaire (A Symposium on Popular Songs) est un court métrage d'animation américain, sorti le 19 décembre 1962. Il a été réalisé par Jack Kinney et produit par les studios Disney.

## Fiche technique
- Titre original : A Symposium on Popular Songs
- Titre français : Symposium de chants populaire
- Réalisateur : Bill Justice
- Scénario : Xavier Atencio
- Voix : Clarence Nash (Donald)
- Direction artistique : Mary Blair (couleur et style)
- Animateur : Les Clark, Fred Hellmich, Eric Larson, Cliff Nordberg, Art Stevens, Julius Svendsen
- Animateur générique : Ralph Hulett
- Animateur en volume : Bill Justice
- Décors : Dale Barnhart
- Layout : Dale Barnhart
- Assistant technique : Jim Love, Ed Sekac
- Producteur : Walt Disney
- Production : Walt Disney Productions
- Distributeur : Buena Vista Distribution Company
- Format d'image : Couleur (Technicolor)
- Musique: Richard M. Sherman, Robert B. Sherman
- Son : Mono (RCA Sound System)
- Durée : 17 minutes[2]
- Langue : Anglais
- Pays :  États-Unis
- Date de sortie : 
  - États-Unis : 19 décembre 1962[3]

## Distribution
- Paul Frees (VF : Roger Carel) : Ludwig Von Drake (Donald Dingue)
- Gloria Wood : voix
- Billy Storm : voix
- Skip Farrell : voix
- Musiciens : Ray Bauduc, Danny Best, Nick Fatool, Justin Gordon, Manny Klein, Abe Lincoln, Matty Matlock, Eddie Miller (en), Miff Mole, Allan Reuss, Willie Schwartz